# Habronattus tuberculatus
Habronattus tuberculatus là một loài nhện trong họ Salticidae.
Loài này thuộc chi Habronattus. Habronattus tuberculatus được Willis J. Gertsch & Mulaik miêu tả năm 1936.